# 赛亦得·阿黑麻一世
賽義德·艾哈邁德一世（Sayid Ahmad I）（？—1455年），是金帳汗國可汗，出生於立陶宛大公國境內（Великое княжество Литовское），由1427年至1455年在位，他是脱脱迷失幼子。

## 內戰與競爭
得到昆格拉特族貴族艾代爾·貝伊（Aydar-bey Kungirat）的支持，在克里米亞（Крым / Crimea）取得勢力，與哈吉·格來、兀魯·穆罕默德乞赤黑·馬哈麻爭奪金帳汗國共主地位。

### 聯合統治時代
从1430年代后半叶开始，乞赤黑·马哈麻与赛亦得·阿黑麻一世共同掌控着金帐汗国的权力，在他们统治时期，哈吉·格來带领着克里米亚汗国挣脱了金帐汗国的统治，并导致了两国由此以来的宿敌关系.。金帐汗国多次對波蘭、立陶宛南部（Podolia, Volhynia）地區發動襲擊，掠奪俘虜，要求罗斯诸邦上贡，导致了波兰立陶宛联邦的不悦。
1451年，其子馬佐夫沙（Mazovsha）率軍突襲莫斯科，燒毀市郊但未能攻下克里姆林宮。
1453年，攻击了波兰立陶宛联邦支援立陶宛王公齊格蒙特（Zygmunt Kęstutaitis）爭奪立陶宛大公位，此時波兰立陶宛联邦分為雅蓋隆王朝跟金帳汗血緣兩派，对波兰主导不满的立陶宛贵族向賽義德多次送礼。
1455年，進攻波蘭立陶宛邊境時，在返程渡過第聶伯河（Dnieper）時，哈吉·格來袭击了萨莱，迫使赛义德逃往基辅，但他在那里被一支波兰军队俘获，被立陶宛大公卡齐米日四世軟禁於考納斯（Kaunas），最终死于狱中。

## 個人評價
他作為共主應有整合責任，卻在軍事、財政與外交上做出許多錯誤選擇，反而促成了金帳制度的終結，因此被後世歷史學家認為他要负主要責任。
- 任內爆發最終分裂，克里米亞汗國（Crimean Khanate）與喀山汗國（Kazan Khanate）實質脫離。
- 對內屢戰屢敗，被視為金帳汗國最終瓦解的象徵性人物。
- 獲立陶宛提供庇護、兵源或聯軍援助，他的軍隊多次從立陶宛境內出發，突襲波蘭與俄羅斯邊地，但隨著卡齐米日四世與哈吉·格來結盟，最終兵敗被俘。

## 部落分裂
克里米亞汗國與喀山汗國這兩股勢力的形成，代表了金帳汗國從遊牧帝國瓦解為世襲汗國的轉變。他們的建立皆源自金帳汗國內部的軍事競爭與對共主無力的反應，尤其是無力整合導致這兩位強人成功立國。
- 哈吉·格來已漸獨立，克里米亞汗國由希伯克家族（Girey dynasty）掌控。
- 兀魯·穆罕默德進入喀山地區，突厥封建菁英崛起建立喀山汗國，曾在1445年蘇濟河之戰擊敗瓦西里二世 (莫斯科)並俘虜他。
- 伊兒汗國瓦解後的軍閥札剌亦兒王朝後裔進逼伏爾加與裏海間地帶。
- 莫斯科大公國不再交貢，開始反擊韃靼勢力。

| 前任： 兀魯·穆罕默德 | 金帳汗國君主 1427年–1455年 | 繼任者： 乞赤黑·马哈麻 |

1. ↑  Howorth, Sir Henry Hoyle. . Burt Franklin. 1888  [2021-10-24]. （原始内容存档于2022-04-16）.